# Prügelhof
Der Prügelhof ist ein Ortsteil der oberpfälzischen Marktgemeinde Wernberg-Köblitz im Landkreis Schwandorf des Regierungsbezirks Oberpfalz im Freistaat Bayern.

## Geographie
Der Prüglhof ist ein Anwesen am östlichen Ortsrand von Schiltern, 4 km östlich von Wernberg.

## Etymologie
Als alter Hausname ist „beim Hofveitl“ überliefert, hieß früher aber auch „der Schilterhof“. Dieser geht auf den ehemaligen Anwesen-Besitzer „Veit Hösl“ (1746–1824) zurück, der den Hof 1768 übernommen hatte.
Die Herleitung des Namens „Prüglhof“ ist ungeklärt. Dem Volksmund nach war es ein Verwaltungsgut der Landgrafschaft Leuchtenberg, in dem Strafgefallene insbesondere in Erntezeiten zwangsbeschäftigt wurden. Je nach Schwere des Falles wurde dort auch mit „Prügeln“ von „robusten Aufsehern auf entsprechende Anweisung“ gezüchtigt. Angeblich steht deshalb als Symbol für diese ehemalige „Prügelstätte“ eine männliche Figur aus Holz, die einen Prügel in der Hand hält auf dem Dachreiter.

## Geschichte und Entwicklung
Der Hof war eines der großen herrschaftlichen Güter in der Landgrafschaft Leuchtenberg. Es war der einzige 1/1 Hof in Schiltern. Er hatte kein Scharwerk zu leisten, gab den Blutzehent zur Pfarrei (Ober-)Köblitz, den Getreidezehent aber zur Pfarrei Trausnitz.
In der 2. Hälfte des 14. Jahrhunderts taucht in den Urkunden mehrfach die vermögende Familie Steiner auf. Es ist gut möglich, dass sie auf diesem Anwesen saß. Am 22. November 1380 erwarb Heinrich Steiner zu Schiltern Lehen in Friedersdorf. Am 16. Oktober 1399 wurde Mathias Steiner zu Schiltern genannt, der ein Lehen in Oberköblitz hatte. Es ist jedoch bisher nicht schlüssig nachweisbar.
Aus den Expositur-Aufzeichnungen der Pfarrei Glaubendorf berichtete der frühere Expositus J. Braun, dass am 27. September 1411 der Landgraf von Leuchtenberg den Hof zu Schiltern („heute Schilterhof oder Prügelhof“), den damals Michael Bernklau besessen hatte, der Kirche zu Pfreimd für eine ewigen Spende an die Armen zuwies. Die Spende soll so reichlich gewesen sein, dass sie für 150 Personen gereicht haben soll.
Die Liste der gesicherten Hofbesitzer ist im Häuserbuch Wernberg-Köblitz seit 1510 durchgängig belegt und beginnt mit Hans Furmann. Der Name „ufm Prieglhof“ taucht erstmals 1555 mit Hans Örtl auf, der vermutlich aus Losau stammte. Seit 1660 war das Anwesen im Besitz der Familie Hösl, bis 1959 Hans Schlagenhaufer die damalige Witwe Anna Hösl heiratete. Ein Vertreter aus dieser Familie, Michl Hösl aus Schiltern erscheint 1671 als einer der vier gewählten und geschworenen Viertelmeister der Landschaft zum Leuchtenberg. Zum Gut gehörte 1768 noch das sogenannte „Bayerählhäusl“ in Losau, Anwesen Nr. 13 sowie die Schiltermühle. 1792 wurde der Hof erstmals als Einöde genannt, während er vorher lediglich als Hofname geführt wurde.
1838 hatte die Einöde „Priglhof“ 2 Häuser und 16 Einwohner. Im Jahr 1860 wurden 2 Häuser mit 20 Seelen ausgewiesen. 1867 sind 3 Gebäude und 14 Einwohner genannt. Im Jahr 1964 wurden noch 1 Wohngebäude und 6 Einwohner ausgewiesen.
1833 wurde von Andrä Hösl zu Ehren der Gottesmutter Maria am Rande des Anwesens eine kleine Kapelle errichtet, um „sowohl seinen zahlreichen Dienstboten, als auch seiner Familie selbst Gelegenheit zu gottesdienstlichen Übungen zu verschaffen“. Die Verbindung des Anwesens zur Kirche in Trausnitz zeigt sich 1870, als im Rahmen der Renovierung der Wallfahrtskirche in Söllitz die Familie Hösl die Orgel stiftete.